# Фредин, Ульф
Ульф Сет Йёран Фреди́н (швед. Ulf Seth Göran Fredin; род. 5 января 1938 года) — шведский игрок в хоккей с мячом.

## Карьера
Защитник клубов «Болльнес» и «Сириус».
В 1964 - 1968 входил в списки лучших игроков сезона. В 1966 и 1968 годах признавался лучшим хоккеистом года. Включён в список «великих парней и девушек» (Stora Grabbars och Tjejers Märke), который составляется с 1928 года и включает в себя наиболее прославившихся шведских спортсменов. Участник пяти чемпионатов мира.
В 1967-1968 годах — капитан сборной. В 1967 году вошёл в символическую сборную чемпионата мира.
Хладнокровный, корректный, умело руководил оборонительными действиями. За счёт быстроты удачно действовал на перехватах.
По окончании карьеры работал старшим тренером клуба «Сириус»

## Достижения
– Чемпион Швеции – 1956, 1961, 1966, 1968

 – Финалист чемпионата Швеции – 1960, 1962 